# Seznam medailistů na mistrovství světa v curlingu
Toto je seznam medailistů na mistrovství světa v curlingu od jeho založení v roce 1959 u mužů a roce 1979 u žen.

## Muži
| Rok                                      | Zlato                                                                                          | Stříbro                                                                                               | Bronz |
| ---------------------------------------- | ---------------------------------------------------------------------------------------------- | --- | --- |
| MS 1959 Falkirks, Perth a Edinburg       | Kanada (CAN) Ernie Richardson Arnold Richardson Sam Richardson Wes Richardson                  | Skotsko (SCO) Willie Young John Pearson Jimmy Scott Bobby Young                                       | medaile neudělena |
| MS 1960 Ayr, Edinburg a Glasgow          | Kanada (CAN) Ernie Richardson Arnold Richardson Sam Richardson Wes Richardson                  | Skotsko (SCO) Hugh Neilson Watson Yuill Tom Yuill Andrew Wilson                                       | medaile neudělena |
| MS 1961 Ayr, Kirkcaldy, Perth a Edinburg | Kanada (CAN) Hec Gervais Ray Werner Vic Raymer Wally Ursuliak                                  | Skotsko (SCO) Willie McIntosh Andrew McLaren Jim Miller Bob Stirrat                                   | Spojené státy americké (USA) Frank Crealock Ken Sherwood John Jamieson Bud McCartney                                                                                                   |
| MS 1962 Falkirks a Edinburg              | Kanada (CAN) Ernie Richardson Arnold Richardson Sam Richardson Wes Richardson                  | Spojené státy americké (USA) Dick Brown Terry Kleffman Fran Kleffman Nick Jerulle                     | Skotsko (SCO) Willie Young John Pearson Sandy Anderson Bobby Young |
| MS 1963 Perth                            | Kanada (CAN) Ernie Richardson Arnold Richardson Sam Richardson Mel Perry                       | Skotsko (SCO) Chuck Hay John Bryden Alan Glen Jimmy Hamilton                                          | Spojené státy americké (USA) Mike Slyziuk Nelson Brown Ernie Slyziuk Walter Hubchick                                                                                                   |
| MS 1964 Calgary                          | Kanada (CAN) Lyall Dagg Leo Hebert Fred Britton Barry Naimark                                  | Skotsko (SCO) Alex F. Torrance Alex A. Torrance Bobby Kirkland Jimmy Waddell                          | Spojené státy americké (USA) Bob Magie Jr. Bert Payne Russell Barber Britton Payne |
| MS 1965 Perth                            | Spojené státy americké (USA) Bud Somerville Bill Strum Al Gagne Tom Wright                     | Kanada (CAN) Terry Braunstein Don Duguid Gordon McTavish Ray Turnbull                                 | Švédsko (SWE) Tore Rydman Gunnar Kullendorf Sigurd Rydén Börje Holmgren |
| MS 1966 Vancouver                        | Kanada (CAN) Ron Northcott George Fink Bernie Sparkes Fred Storey                              | Skotsko (SCO) Chuck Hay John Bryden Alan Glen David Howie                                             | Spojené státy americké (USA) Bruce Roberts Joe Zbacnik Gerry Toutant Mike O'Leary |
| MS 1967 Perth                            | Skotsko (SCO) Chuck Hay John Bryden Alan Glen David Howie                                      | Švédsko (SWE) Bob Woods Totte Åkerlund Bengt af Kleen Ove Söderström                                  | Spojené státy americké (USA) Bruce Roberts Tom Fitzpatrick John Wright Doug Walker |
| MS 1968 Pointe-Claire                    | Kanada (CAN) Ron Northcott Jimmy Shields Bernie Sparkes Fred Storey                            | Skotsko (SCO) Chuck Hay John Bryden Alan Glen David Howie                                             | Spojené státy americké (USA) Bud Somerville Bill Strum Al Gagne Tom Wright |
| MS 1969 Perth                            | Kanada (CAN) Ron Northcott Dave Gerlach Bernie Sparkes Fred Storey                             | Spojené státy americké (USA) Bud Somerville Bill Strum Franklin Bradshaw Gene Ovesen                  | Skotsko (SCO) Bill Muirhead George Haggart Derek Scott Alec Young |
| MS 1970 Utica                            | Kanada (CAN) Don Duguid Rod Hunter Jim Pettapiece Bryan Wood                                   | Skotsko (SCO) Bill Muirhead George Haggart Derek Scott Murray Melville                                | Švédsko (SWE) Claes Källén Christer Källén Sture Lindén Tom Schaeffer |
| MS 1971 Megève                           | Kanada (CAN) Don Duguid Rod Hunter Jim Pettapiece Bryan Wood                                   | Skotsko (SCO) James Sanderson Willie Sanderson Iain Baxter Colin Baxter                               | Spojené státy americké (USA) Dale Dalziel Dennis Melland Clark Sampson Rodney Melland                                                                                                  |
| MS 1972 Garmisch-Partenkirchen           | Kanada (CAN) Orest Meleschuk Dave Romano John Hanesiak Pat Hailley                             | Spojené státy americké (USA) Robert LaBonte Frank Aasand John Aasand Ray Morgan                       | Německo (GER) Manfred Räderer Peter Jacoby Peder Ledosquet Hansjörg Jacoby |
| MS 1973 Regina                           | Švédsko (SWE) Kjell Oscarius Bengt Oscarius Tom Schaeffer Boa Carlman                          | Kanada (CAN) Harvey Mazinke Billy Martin George Achtymichuk Dan Klippenstein                          | Francie (FRA) Pierre Boan André Mabboux André Tronc Gérard Pasquier |
| MS 1974 Bern                             | Spojené státy americké (USA) Bud Somerville Bob Nichols Bill Strum Tom Locken                  | Švédsko (SWE) Jan Ullsten Tom Berggren Anders Grahn Roger Bredin                                      | Švýcarsko (SUI) Peter Attinger Jr. Bernhard Attinger Mattias Neuenschwander Jürg Geiler                                                                                                |
| MS 1975 Perth                            | Švýcarsko (SUI) Otto Danieli Roland Schneider Rolf Gautschi Ueli Mülli                         | Spojené státy americké (USA) Ed Risling Charles Lundgren Gary Schnee Dave Tellvik                     | Kanada (CAN) Bill Tetley Rick Lang Bill Hodgson Peter Hnatiw |
| MS 1976 Duluth                           | Spojené státy americké (USA) Bruce Roberts Joe Roberts Gary Kleffman Jerry Scott               | Skotsko (SCO) Bill Muirhead Derek Scott Len Dudman Roy Sinclair                                       | Švýcarsko (SUI) Adolf Aerni Martin Sägesser Martin Plüss Robert Stettler |
| MS 1977 Karlstad                         | Švédsko (SWE) Ragnar Kamp Håkan Rudström Björn Rudström Christer Mårtensson                    | Kanada (CAN) Jim Ursel Art Lobel Don Aitken Brian Ross                                                | Skotsko (SCO) Ken Horton Willie Jamieson Keith Douglas Richard Harding |
| MS 1978 Winnipeg                         | Spojené státy americké (USA) Bob Nichols Bill Strum Tom Locken Bob Christman                   | Norsko (NOR) Kristian Sørum Morten Sørum Eigil Ramsfjell Gunnar Meland                                | Kanada (CAN) Ed Lukowich Mike Chernoff Dave Johnston Ron Schindle |
| MS 1979 Bern                             | Norsko (NOR) Kristian Sørum Morten Sørum Eigil Ramsfjell Gunnar Meland                         | Švýcarsko (SUI) Peter Attinger Jr. Bernhard Attinger Mattias Neuenschwander Ruedi Attinger            | Kanada (CAN) Barry Fry Bill Carey Gordon Sparkes Bryan Wood |
| MS 1980 Moncton                          | Kanada (CAN) Rick Folk Ron Mills Tom Wilson Jim Wilson                                         | Norsko (NOR) Kristian Sørum Eigil Ramsfjell Gunnar Meland Harald Ramsfjell                            | Švýcarsko (SUI) Jürg Tanner Jürg Hornisberger Franz Tanner Patrik Lörtscher |
| MS 1981 London                           | Švýcarsko (SUI) Jürg Tanner Jürg Hornisberger Patrik Lörtscher Franz Tanner                    | Spojené státy americké (USA) Bob Nichols Bud Somerville Bob Christman Bob Buchanan                    | Kanada (CAN) Kerry Burtnyk Mark Olson Jim Spencer Ron Kammerlock |
| MS 1982 Garmisch-Partenkirchen           | Kanada (CAN) Al Hackner Rick Lang Bob Nicol Bruce Kennedy                                      | Švýcarsko (SUI) Jürg Tanner Jürg Hornisberger Patrik Lörtscher Franz Tanner                           | Západní Německo (FRG) Keith Wendorf Hans Dieter Kiesel Sven Saile Heiner Martin |
| MS 1983 Regina                           | Kanada (CAN) Ed Werenich Paul Savage John Kawaja Neil Harrison                                 | Západní Německo (FRG) Keith Wendorf Hans Dieter Kiesel Sven Saile Heiner Martin                       | Norsko (NOR) Eigil Ramsfjell Sjur Loen Gunnar Meland Bo Bakke |
| MS 1984 Duluth                           | Norsko (NOR) Eigil Ramsfjell Sjur Loen Gunnar Meland Bo Bakke                                  | Švýcarsko (SUI) Peter Attinger Jr. Bernhard Attinger Werner Attinger Kurt Attinger                    | Švédsko (SWE) Connie Östlund Per Lindeman Carl von Wendt Bo Andersson |
| MS 1985 Glasgow                          | Kanada (CAN) Al Hackner Rick Lang Ian Tetley Pat Perroud                                       | Švédsko (SWE) Stefan Hasselborg Mikael Hasselborg Hans Nordin Lars Wernblom                           | Dánsko (DEN) Hans Gufler Steen Hansen Michael Sindt Frants Gufler |
| MS 1986 Toronto                          | Kanada (CAN) Ed Lukowich John Ferguson Neil Houston Brent Syme                                 | Skotsko (SCO) David Smith Hammy McMillan Mike Hay Peter Smith                                         | Spojené státy americké (USA) Steve Brown Wally Henry George Godfrey Richard Maskel |
| MS 1987 Vancouver                        | Kanada (CAN) Russ Howard Glenn Howard Tim Belcourt Kent Carstairs                              | Německo (GER) Rodger Gustaf Schmidt Wolfgang Burba Johnny Jahr Hans-Joachim Burba                     | Norsko (NOR) Eigil Ramsfjell Sjur Loen Morten Søgård Bo Bakke |
| MS 1988 Lausanne                         | Norsko (NOR) Eigil Ramsfjell Sjur Loen Morten Søgård Bo Bakke                                  | Kanada (CAN) Pat Ryan Randy Ferbey Don Walchuk Don McKenzie                                           | Skotsko (SCO) David Smith Mike Hay Peter Smith David Hay |
| MS 1989 Milwaukee                        | Kanada (CAN) Pat Ryan Randy Ferbey Don Walchuk Don McKenzie Murray Ursulak                     | Švýcarsko (SUI) Patrick Hürlimann Andreas Hänni Patrik Lörtscher Mario Gross                          | Norsko (NOR) Eigil Ramsfjell Sjur Loen Morten Søgård Bo Bakke Morten Skaug Švédsko (SWE) Thomas Norgren Jan-Olov Nässén Anders Lööf Mikael Ljungberg Peter Cederwall                   |
| MS 1990 Västerås                         | Kanada (CAN) Ed Werenich John Kawaja Ian Tetley Pat Perroud Neil Harrison                      | Skotsko (SCO) David Smith Mike Hay Peter Smith David Hay                                              | Dánsko (DEN) Tommy Stjerne Per Berg Peter Andersen Ivan Frederiksen Anders Søderblom Švédsko (SWE) Lars-Åke Nordström Christer Ödling Peder Flemström Peter Nenzén Anders Gidlund      |
| MS 1991 Winnipeg                         | Skotsko (SCO) David Smith Graeme Connal Peter Smith David Hay Mike Hay                         | Kanada (CAN) Kevin Martin Kevin Park Dan Petryk Don Bartlett Jules Owchar                             | Norsko (NOR) Eigil Ramsfjell Sjur Loen Niclas Järund Morten Skaug Dagfinn Loen Spojené státy americké (USA) Steve Brown Paul Pustovar George Godfrey Wally Henry Mike Fraboni          |
| MS 1992 Garmisch-Partenkirchen           | Švýcarsko (SUI) Markus Eggler Frédéric Jean Stefan Hofer Björn Schröder                        | Skotsko (SCO) Hammy McMillan Norman Brown Gordon Muirhead Roger McIntyre                              | Kanada (CAN) Vic Peters Dan Carey Chris Neufeld Don Rudd Spojené státy americké (USA) Doug Jones Jason Larway Joel Larway Tom Violette                                                 |
| MS 1993 Ženeva                           | Kanada (CAN) Russ Howard Glenn Howard Wayne Middaugh Peter Corner Larry Merkley                | Skotsko (SCO) David Smith Graeme Connal Peter Smith David Hay Gordon Muirhead                         | Švýcarsko (SUI) Dieter Wüest Jens Piesbergen Peter Grendelmeier Simon Roth Martin Zürrer Spojené státy americké (USA) Scott Baird Pete Fenson Mark Haluptzok Tim Johnson Dan Haluptzok |
| MS 1994 Oberstdorf                       | Kanada (CAN) Rick Folk Pat Ryan Bert Gretzinger Gerry Richard Ron Steinhauer                   | Švédsko (SWE) Jan-Olov Nässén Anders Lööf Mikael Ljungberg Leif Sätter Örjan Jonsson                  | Německo (GER) Andy Kapp Uli Kapp Oliver Axnick Holger Höhne Michael Schäffer Švýcarsko (SUI) Markus Eggler Dominic Andres Stefan Hofer Björn Schröder Martin Zürrer                    |
| MS 1995 Brandon                          | Kanada (CAN) Kerry Burtnyk Jeff Ryan Rob Meakin Keith Fenton Denis Fillion                     | Skotsko (SCO) Gordon Muirhead Peter Loudon Robert Kelly Russell Keiller Graeme Connal                 | Německo (GER) Andy Kapp Uli Kapp Oliver Axnick Holger Höhne Michael Schäffer |
| MS 1996 Hamilton                         | Kanada (CAN) Jeff Stoughton Ken Tresoor Garry Van Den Berghe Steve Gould Darryl Gunnlaugson    | Skotsko (SCO) Warwick Smith David Smith Peter Smith David Hay Richard Dickson                         | Švýcarsko (SUI) Patrick Hürlimann Patrik Lörtscher Daniel Gutknecht Diego Perren Stephan Keiser                                                                                        |
| MS 1997 Bern                             | Švédsko (SWE) Peja Lindholm Tomas Nordin Magnus Swartling Peter Narup Marcus Feldt             | Německo (GER) Andy Kapp Oliver Axnick Holger Höhne Michael Schäffer Keith Wendorf                     | Skotsko (SCO) Hammy McMillan Norman Brown Mike Hay Brian Binnie Peter Loudon |
| MS 1998 Kamloops                         | Kanada (CAN) Wayne Middaugh Graeme McCarrel Ian Tetley Scott Bailey David Carruthers           | Švédsko (SWE) Peja Lindholm Tomas Nordin Magnus Swartling Peter Narup Marcus Feldt                    | Finsko (FIN) Markku Uusipaavalniemi Wille Mäkelä Tommi Häti Jari Laukkanen Jussi Uusipaavalniemi                                                                                       |
| MS 1999 Saint John                       | Skotsko (SCO) Hammy McMillan Warwick Smith Ewan MacDonald Peter Loudon Gordon Muirhead         | Kanada (CAN) Jeff Stoughton Jon Mead Garry Van Den Berghe Doug Armstrong Steve Gould                  | Švýcarsko (SUI) Patrick Hürlimann Dominic Andres Martin Romang Diego Perren Patrik Lörtscher                                                                                           |
| MS 2000 Glasgow                          | Kanada (CAN) Greg McAulay Brent Pierce Bryan Miki Jody Sveistrup Darin Fenton                  | Švédsko (SWE) Peja Lindholm Tomas Nordin Magnus Swartling Peter Narup Marcus Feldt                    | Finsko (FIN) Markku Uusipaavalniemi Wille Mäkelä Tommi Häti Jari Laukkanen Perttu Piilo                                                                                                |
| MS 2001 Lausanne                         | Švédsko (SWE) Peja Lindholm Tomas Nordin Magnus Swartling Peter Narup Anders Kraupp            | Švýcarsko (SUI) Andreas Schwaller Markus Eggler Damian Grichting Marco Ramstein Christof Schwaller    | Norsko (NOR) Pål Trulsen Lars Vågberg Flemming Davanger Bent Ånund Ramsfjell Tore Torvbråten                                                                                           |
| MS 2002 Bismarck                         | Kanada (CAN) Randy Ferbey David Nedohin Scott Pfeifer Marcel Rocque Dan Holowaychuk            | Norsko (NOR) Pål Trulsen Lars Vågberg Flemming Davanger Bent Ånund Ramsfjell Niels Siggaard Andersen  | Skotsko (SCO) Warwick Smith Norman Brown Ewan MacDonald Peter Loudon Tom Brewster, Jr.                                                                                                 |
| MS 2003 Winnipeg                         | Kanada (CAN) Randy Ferbey David Nedohin Scott Pfeifer Marcel Rocque Dan Holowaychuk            | Švýcarsko (SUI) Ralph Stöckli Claudio Pescia Pascal Sieber Simon Strübin Marco Battilana              | Norsko (NOR) Pål Trulsen Lars Vågberg Flemming Davanger Bent Ånund Ramsfjell Niels Siggaard Andersen                                                                                   |
| MS 2004 Gävle                            | Švédsko (SWE) Peja Lindholm Tomas Nordin Magnus Swartling Peter Narup Anders Kraupp            | Německo (GER) Sebastian Stock Daniel Herberg Stephan Knoll Patrick Hoffman Markus Messenzehl          | Kanada (CAN) Mark Dacey Bruce Lohnes Rob Harris Andrew Gibson Mathew Harris |
| MS 2005 Victoria                         | Kanada (CAN) Randy Ferbey David Nedohin Scott Pfeifer Marcel Rocque Dan Holowaychuk            | Skotsko (SCO) David Murdoch Craig Wilson Neil Murdoch Euan Byers Ewan MacDonald                       | Německo (GER) Andy Kapp Uli Kapp Oliver Axnick Holger Höhne Andreas Kempf |
| MS 2006 Lowell                           | Skotsko (SCO) David Murdoch Ewan MacDonald Warwick Smith Euan Byers Peter Smith                | Kanada (CAN) Jean-Michel Ménard François Roberge Éric Sylvain Maxime Elmaleh Jean Gagnon              | Norsko (NOR) Thomas Ulsrud Torger Nergård Thomas Due Jan Thoresen Christoffer Svae |
| MS 2007 Edmonton                         | Kanada (CAN) Glenn Howard Richard Hart Brent Laing Craig Savill Steve Bice                     | Německo (GER) Andy Kapp Uli Kapp Andreas Lang Andreas Kempf Holger Höhne                              | Spojené státy americké (USA) Todd Birr Bill Todhunter Greg Johnson Kevin Birr Zach Jacobson                                                                                            |
| MS 2008 Grand Forks                      | Kanada (CAN) Kevin Martin John Morris Marc Kennedy Ben Hebert Adam Enright                     | Skotsko (SCO) David Murdoch Graeme Connal Peter Smith Euan Byers Peter Loudon                         | Norsko (NOR) Thomas Ulsrud Torger Nergård Christoffer Svae Håvard Vad Petersson Thomas Due                                                                                             |
| MS 2009 Moncton                          | Skotsko (SCO) David Murdoch Ewan MacDonald Peter Smith Euan Byers Graeme Connal                | Kanada (CAN) Kevin Martin John Morris Marc Kennedy Ben Hebert Terry Meek                              | Norsko (NOR) Thomas Ulsrud Torger Nergård Christoffer Svae Håvard Vad Petersson Thomas Løvold                                                                                          |
| MS 2010 Cortina d'Ampezzo                | Kanada (CAN) Kevin Koe Blake MacDonald Carter Rycroft Nolan Thiessen Jamie King                | Norsko (NOR) Torger Nergård Thomas Løvold Christoffer Svae Håvard Vad Petersson                       | Skotsko (SCO) Warwick Smith David Smith Craig Wilson Ross Hepburn David Murdoch |
| MS 2011 Regina                           | Kanada (CAN) Jeff Stoughton Jon Mead Reid Carruthers Steve Gould Garth Smith                   | Skotsko (SCO) Tom Brewster Greg Drummond Scott Andrews Michael Goodfellow Duncan Fernie               | Švédsko (SWE) Niklas Edin Sebastian Kraupp Fredrik Lindberg Viktor Kjäll Oskar Eriksson                                                                                                |
| MS 2012 Basilej                          | Kanada (CAN) Glenn Howard Wayne Middaugh Brent Laing Craig Savill Scott Howard                 | Skotsko (SCO) Tom Brewster Greg Drummond Scott Andrews Michael Goodfellow David Edwards               | Švédsko (SWE) Sebastian Kraupp Fredrik Lindberg Oskar Eriksson Viktor Kjäll Niklas Edin                                                                                                |
| MS 2013 Victoria                         | Švédsko (SWE) Niklas Edin Sebastian Kraupp Fredrik Lindberg Viktor Kjäll Oskar Eriksson        | Kanada (CAN) Brad Jacobs Ryan Fry E. J. Harnden Ryan Harnden Matt Dumontelle                          | Skotsko (SCO) David Murdoch Tom Brewster Greg Drummond Scott Andrews Michael Goodfellow                                                                                                |
| MS 2014 Peking                           | Norsko (NOR) Thomas Ulsrud Torger Nergård Christoffer Svae Håvard Vad Petersson Markus Høiberg | Švédsko (SWE) Oskar Eriksson Kristian Lindström Markus Eriksson Christoffer Sundgren Gustav Eskilsson | Švýcarsko (SUI) Peter de Cruz Benoît Schwarz Dominik Märki Valentin Tanner Claudio Pätz                                                                                                |
| MS 2015 Halifax                          | Švédsko (SWE) Niklas Edin Oskar Eriksson Kristian Lindström Christoffer Sundgren Henrik Leek   | Norsko (NOR) Thomas Ulsrud Torger Nergård Christoffer Svae Håvard Vad Petersson Markus Høiberg        | Kanada (CAN) Pat Simmons John Morris Carter Rycroft Nolan Thiessen Tom Sallows |
| MS 2016 Basilej                          | Kanada (CAN) Kevin Koe Marc Kennedy Brent Laing Ben Hebert Scott Pfeifer                       | Dánsko (DEN) Rasmus Stjerne Johnny Frederiksen Mikkel Poulsen Troels Harry Oliver Dupont              | Spojené státy americké (USA) John Shuster Tyler George Matt Hamilton John Landsteiner Kroy Nernberger                                                                                  |
| MS 2017 Edmonton                         | Kanada (CAN) Brad Gushue Mark Nichols Brett Gallant Geoff Walker Tom Sallows                   | Švédsko (SWE) Niklas Edin Oskar Eriksson Rasmus Wranå Christoffer Sundgren Henrik Leek                | Švýcarsko (SUI) Peter de Cruz Benoît Schwarz Claudio Pätz Valentin Tanner Romano Meier                                                                                                 |
| MS 2018 Las Vegas                        | Švédsko (SWE) Niklas Edin Oskar Eriksson Rasmus Wranå Christoffer Sundgren Henrik Leek         | Kanada (CAN) Brad Gushue Mark Nichols Brett Gallant Geoff Walker Tom Sallows                          | Skotsko (SCO) Bruce Mouat Grant Hardie Bobby Lammie Hammy McMillan Jr. Ross Paterson                                                                                                   |
| MS 2019 Lethbridge                       | Švédsko (SWE) Niklas Edin Oskar Eriksson Rasmus Wranå Christoffer Sundgren Daniel Magnusson    | Kanada (CAN) Kevin Koe B. J. Neufeld Colton Flasch Ben Hebert Ted Appelman                            | Švýcarsko (SUI) Peter de Cruz Benoît Schwarz Sven Michel Valentin Tanner Claudio Pätz                                                                                                  |
| MS 2021 Calgary                          | Švédsko (SWE) Niklas Edin Oskar Eriksson Rasmus Wranå Christoffer Sundgren Daniel Magnusson    | Skotsko (SCO) Bruce Mouat Grant Hardie Bobby Lammie Hammy McMillan Jr. Ross Whyte                     | Švýcarsko (SUI) Peter de Cruz Benoît Schwarz Sven Michel Valentin Tanner Pablo Lachat                                                                                                  |
| MS 2022 Las Vegas                        | Švédsko (SWE) Niklas Edin Oskar Eriksson Rasmus Wranå Christoffer Sundgren Daniel Magnusson    | Kanada (CAN) Brad Gushue Mark Nichols Brett Gallant Geoff Walker E. J. Harnden                        | Itálie (ITA) Joël Retornaz Amos Mosaner Sebastiano Arman Simone Gonin Mattia Giovanella                                                                                                |
| MS 2023 Ottawa                           | Skotsko (SCO) Bruce Mouat Grant Hardie Bobby Lammie Hammy McMillan Jr. Kyle Waddell            | Kanada (CAN) Brad Gushue Mark Nichols E. J. Harnden Geoff Walker Ryan Harnden                         | Švýcarsko (SUI) Yannick Schwaller Benoît Schwarz Sven Michel Pablo Lachat |
| MS 2024 Schaffhausen                     | Švédsko (SWE) Niklas Edin Oskar Eriksson Rasmus Wranå Christoffer Sundgren Daniel Magnusson    | Kanada (CAN) Brad Gushue Mark Nichols E. J. Harnden Geoff Walker Kyle Doering                         | Itálie (ITA) Joël Retornaz Amos Mosaner Sebastiano Arman Mattia Giovanella Francesco De Zanna                                                                                          |
| MS 2025 Moose Jaw                        | Skotsko (SCO) Bruce Mouat Grant Hardie Bobby Lammie Hammy McMillan Jr. Kyle Waddell            | Švýcarsko (SUI) Yannick Schwaller Benoît Schwarz-van Berkel Sven Michel Pablo Lachat Kim Schwaller    | Kanada (CAN) Brad Jacobs Marc Kennedy Brett Gallant Ben Hebert Tyler Tardi |

## Ženy
| Rok                            | Zlato | Stříbro | Bronz |
| ------------------------------ | --- | --- | --- |
| MS 1979 Perth                  | Švýcarsko (SUI) Gaby Casanovová Rosi Mangerová Linda Thommenová Betty Bourquinová                                                 | Švédsko (SWE) Birgitta Törnová Katarina Hultlingová Susanne Gynningová-Ödlingová Gunilla Bergmanová                               | Kanada (CAN) Lindsay Sparkesová Dawn Knowlesová Robin Wilsonová Lorraine Anne Bowlesová Skotsko (SCO) Beth Lindsayová Ann McKellarová Jeanette Johnstonová May Taylorová                                                 |
| MS 1980 Perth                  | Kanada (CAN) Marj Mitchellová Nancy Kerrová Shirley McKendryová Wendy Leachová                                                    | Švédsko (SWE) Elisabeth Högströmová Carina Olssonová Birgitta Sewiková Karin Sjögrenová                                           | Skotsko (SCO) Betty Lawová Bea Sinclairová Jane Sandersonová Carol Hamiltonová |
| MS 1981 Perth                  | Švédsko (SWE) Elisabeth Högströmová Carina Olssonová Birgitta Sewiková Karin Sjögrenová                                           | Kanada (CAN) Susan Seitzová Judy Ericksonová Myrna McKayová Betty McCrackenová                                                    | Norsko (NOR) Anne Jøtunová Bakkeová Bente Hoelová Elisabeth Skogenová Hilde Jøtunová |
| MS 1982 Ženeva                 | Dánsko (DEN) Helena Blachová Mariane Jørgensenová Astrid Birnbaumová Jette Olsenová                                               | Švédsko (SWE) Elisabeth Högströmová Katarina Hultlingová Birgitta Sewiková Karin Sjögrenová                                       | Skotsko (SCO) Isobel Torranceová Isobel Waddellová Marion Armourová Margaret Wisemanová |
| MS 1983 Moose Jaw              | Švýcarsko (SUI) Erika Müllerová Barbara Meyerová Barbara Meierová Cristina Wirzová                                                | Norsko (NOR) Eva Vanviková Åse Vanviková Alvhild Fugelmová Liv Grøsethová                                                         | Kanada (CAN) Penny LaRocqueová Sharon Horneová Cathy Caudleová Pamela Sanfordová |
| MS 1984 Perth                  | Kanada (CAN) Connie Laliberteová Chris Moreová Corinne Petersová Janet Arnottová                                                  | Švýcarsko (SUI) Brigitte Kienastová Irene Bürgiová Erika Freweinová Evi Rüegseggerová                                             | Západní Německo (FRG) Almut Hegeová Josefine Einsleová Suzanne Kochová Petra Tschetschová |
| MS 1985 Jönköping              | Kanada (CAN) Linda Mooreová Lindsay Sparkesová Debbie Jonesová Laurie Carneyová                                                   | Skotsko (SCO) Isobel Torranceová, Jr. Margaret Craigová Jackie Steeleová Sheila Harveyová                                         | Švýcarsko (SUI) Erika Müllerová Barbara Meyerová Barbara Meierová Franziska Jöhrová |
| MS 1986 Kelowna                | Kanada (CAN) Marilyn Darteová Kathy McEdwardsová Christine Jurgensonová Jan Augustynová                                           | Západní Německo (FRG) Andrea Schöppová Monika Wagnerová Stephanie Mayrová Elinore Schöppová                                       | Švédsko (SWE) Maud Nordlanderová Inga Arfwidssonová Ulrika Åkerbergová Barbro Arfwidssonová |
| MS 1987 Chicago                | Kanada (CAN) Pat Sandersová Georgina Hawkesová Louise Herlinveauxová Deb Massullová                                               | Západní Německo (FRG) Andrea Schöppová Almut Hegeová Monika Wagnerová Elinore Schöppová                                           | Švýcarsko (SUI) Marianne Flotronová Gisela Peterová Beatrice Freiová Caroline Rücková |
| MS 1988 Glasgow                | Západní Německo (FRG) Andrea Schöppová Almut Hegeová-Schöllová Monika Wagnerová Suzanne Finková                                   | Kanada (CAN) Heather Houstonová Lorraine Langová Diane Adamsová Tracy Kennedyová                                                  | Švédsko (SWE) Anette Norbergová Anna Rindeskogová Sofie Marmontová Louise Marmontová Helena Klangeová |
| MS 1989 Milwaukee              | Kanada (CAN) Heather Houstonová Lorraine Langová Diane Adamsová Tracy Kennedyová Gloria Taylorová                                 | Norsko (NOR) Trine Trulsenová Dordi Nordbyová Hanne Pettersenová Mette Halvorsenová Marianne Aspelinová                           | Západní Německo (FRG) Andrea Schöppová Monika Wagnerová Barbara Hallerová Christina Hallerová Elinore Schöppová Švédsko (SWE) Anette Norbergová Anna Rindeskogová Sofie Marmontová Louise Marmontová Ann-Catrin Kjerrová |
| MS 1990 Västerås               | Norsko (NOR) Dordi Nordbyová Hanne Pettersenová Mette Halvorsenová Anne Bakkeová                                                  | Skotsko (SCO) Carolyn Hutchinsonová Claire Milneová Mairi Milneová Tara Brownová                                                  | Kanada (CAN) Alison Goringová Kristin Turcotteová Andrea Lawesová Cheryl McPhersonová Anne Merklingerová Dánsko (DEN) Helena Blachová Malene Krauseová Lone Kristoffersenová Gitte Larsenová                             |
| MS 1991 Winnipeg               | Norsko (NOR) Dordi Nordbyová Hanne Pettersenová Mette Halvorsenová Anne Jøtunová Marianne Aspelinová                              | Kanada (CAN) Julie Suttonová Jodie Suttonová Melissa Soligová Karri Willmsová Elaine Daggová-Jacksonová                           | Skotsko (SCO) Christine Allisonová Claire Milneová Mairi Milneová Margaret Richardsonová Švédsko (SWE) Anette Norbergová Cathrine Norbergová Anna Rindeskogová Helene Granqvistová Ann-Catrin Kjerrová                   |
| MS 1992 Garmisch-Partenkirchen | Švédsko (SWE) Elisabet Johanssonová Katarina Nybergová Louise Marmontová Elisabeth Perssonová Annika Lööfová                      | Spojené státy americké (USA) Lisa Schoenebergová Amy Hattenová-Wrightová Lori Mountfordová Jill Jonesová                          | Kanada (CAN) Connie Laliberteová Laurie Allenová Cathy Gauthierová Janet Arnottová Švýcarsko (SUI) Janet Hürlimannová Angela Lutzová Laurence Bidaudová Sandrine Mercierová                                              |
| MS 1993 Ženeva                 | Kanada (CAN) Sandra Petersonová Jan Betkerová Joan McCuskerová Marcia Gudereitová Anita Fordová                                   | Německo (GER) Janet Strayerová Josefine Einsleová Petra Tschetschová-Hiltensbergerová Karen Fischerová Elisabeth Ländleová        | Norsko (NOR) Dordi Nordbyová Hanne Pettersenová Marianne Aspelinová Cecilie Torhaugová Švédsko (SWE) Elisabet Johanssonová Katarina Nybergová Louise Marmontová Elisabeth Perssonová Annika Lööfová                      |
| MS 1994 Oberstdorf             | Kanada (CAN) Sandra Petersonová Jan Betkerová Joan McCuskerová Marcia Gudereitová Anita Fordová                                   | Skotsko (SCO) Christine Cannonová Claire Milneová Mairi Herdová Janice Wattová Sheila Harveyová                                   | Německo (GER) Josefine Einsleová Michaela Greifová Karin Fischerová Elisabeth Ländleová Sabine Weberová Švédsko (SWE) Elisabet Johanssonová Katarina Nybergová Louise Marmontová Elisabeth Perssonová Helena Svenssonová |
| MS 1995 Brandon                | Švédsko (SWE) Elisabet Gustafsonová Katarina Nybergová Louise Marmontová Elisabeth Perssonová Helena Svenssonová                  | Kanada (CAN) Connie Laliberteová Cathy Overtonová Cathy Gauthierová Janet Arnottová Debbie Jonesová-Walkerová                     | Norsko (NOR) Dordi Nordbyová Hanne Pettersenová Marianne Aspelinová Cecilie Torhaugová |
| MS 1996 Hamilton               | Kanada (CAN) Marilyn Bodoghová Kim Gellardová Corie Beveridgeová Jane Hooperová-Perroudová Lisa Savageová                         | Spojené státy americké (USA) Lisa Schoenebergová Erika Brownová Lori Mountfordová Allison Darraghová Debbie Henryová              | Norsko (NOR) Dordi Nordbyová Marianne Haslumová Marianne Aspelinová Kristin Løvsethová Hanne Woodsová |
| MS 1997 Bern                   | Kanada (CAN) Sandra Schmirlerová Jan Betkerová Joan McCuskerová Marcia Gudereitová Atina Fordová                                  | Norsko (NOR) Dordi Nordbyová Marianne Haslumová Marianne Aspelinová Kristin Løvsethová Hanne Woodsová                             | Dánsko (DEN) Helena Blachová Lavrsenová Margit Pörtnerová Dorthe Holmová Lisa Richardsonová Jane Bidstrupová |
| MS 1998 Kamloops               | Švédsko (SWE) Elisabet Gustafsonová Katarina Nybergová Louise Marmontová Elisabeth Perssonová Margaretha Lindahlová               | Dánsko (DEN) Helena Blachová Lavrsenová Margit Pörtnerová Dorthe Holmová Lisa Richardsoován Trine Qvistová                        | Kanada (CAN) Cathy Borstová Heather Godbersonová Brenda Bohmerová Kate Horneová Rona McGregorová |
| MS 1999 Saint John             | Švédsko (SWE) Elisabet Gustafsonová Katarina Nybergová Louise Marmontová Elisabeth Perssonová Margaretha Lindahlová               | Spojené státy americké (USA) Patti Lanková Erika Brownová Allison Darraghová Tracy Sachtjenová Barbara Perrellaová                | Dánsko (DEN) Lene Bidstrupová Malene Krauseová Susanne Slotsagerová Avijaja Petriová Lillian Frøhlingová |
| MS 2000 Glasgow                | Kanada (CAN) Kelley Lawová Julie Skinnerová Georgina Wheatcroftová Diane Nelsonová Cheryl Nobleová                                | Švýcarsko (SUI) Luzia Ebnötherová Nicole Strausaková Tanya Freiová Nadia Raspeová Laurence Bidaudová                              | Norsko (NOR) Dordi Nordbyová Hanne Woodsová Marianne Aspelinová Cecilie Torhaugová Kristin Tøsseová Løvsethová |
| MS 2001 Lausanne               | Kanada (CAN) Colleen Jonesová Kim Kellyová Mary-Anne Wayeová Nancy Delahuntová Laine Petersová                                    | Švédsko (SWE) Anette Norbergová Cathrine Norbergová Eva Lundová Helena Linghamová Maria Engholmová                                | Dánsko (DEN) Lene Bidstrupová Malene Krauseová Susanne Slotsagerová Avijaja Lundová Nielsenová Lisa Richardsonová |
| MS 2002 Bismarck               | Skotsko (SCO) Jackie Lockhartová Sheila Swanová Katriona Fairweatherová Anne Lairdová Edith Loudonová                             | Švédsko (SWE) Maria Engholmová Margaretha Sigfridssonová Annette Jörnlindová Anna-Kari Lindholmová Ulrika Bergmanová              | Norsko (NOR) Dordi Nordbyová Hanne Woodsová Marianne Haslumová Camilla Holthová Trine Trulsenová Vågbergová |
| MS 2003 Winnipeg               | Spojené státy americké (USA) Debbie McCormicková Allison Pottingerová Ann Swisshelmová Silverová Tracy Sachtjenová Joni Cottenová | Kanada (CAN) Colleen Jonesová Kim Kellyová Mary-Anne Wayeová Nancy Delahuntová Laine Petersová                                    | Švédsko (SWE) Anette Norbergová Eva Lundová Cathrine Norbergová Helena Linghamová Maria Prytzová |
| MS 2004 Gävle                  | Kanada (CAN) Colleen Jonesová Kim Kellyová Mary-Anne Arsenaultová Nancy Delahuntová Mary Sue Radfordová                           | Norsko (NOR) Dordi Nordbyová Linn Githmarková Marianne Haslumová Camilla Holthová Marianne Rørviková                              | Švýcarsko (SUI) Luzia Ebnötherová Carmen Küngová Tanya Freiová Nadia Röthlisbergerová-Raspeová Laurence Bidaudová |
| MS 2005 Paisley                | Švédsko (SWE) Anette Norbergová Eva Lundová Cathrine Norbergová Anna Bergströmová Ulrika Bergmanová                               | Spojené státy americké (USA) Cassandra Johnsonová Jamie Johnsonová Jessica Schultzová Maureen Bruntová Courtney Georgeová         | Norsko (NOR) Dordi Nordbyová Linn Githmarková Marianne Haslumová Camilla Holthová Marianne Rørviková |
| MS 2006 Grande Prairie         | Švédsko (SWE) Anette Norbergová Eva Lundová Cathrine Lindahlová Anna Svärdová Ulrika Bergmanová                                   | Spojené státy americké (USA) Debbie McCormicková Allison Pottingerová Nicole Joraanstadová Natalie Nicholsonová Caitlin Maroldová | Kanada (CAN) Kelly Scottová Jeanna Schraederová Sasha Carterová Renee Simonsová Michelle Allenová |
| MS 2007 Aomori                 | Kanada (CAN) Kelly Scottová Jeanna Schraederová Sasha Carterová Renee Simonsová Michelle Allenová                                 | Dánsko (DEN) Angelina Jensenová Madeleine Dupontová Denise Dupontová Camilla Jensenová Ane Hansenová                              | Skotsko (SCO) Kelly Woodová Jackie Lockhartová Lorna Veversová Lindsay Woodová Karen Addisonová |
| MS 2008 Vernon                 | Kanada (CAN) Jennifer Jonesová Cathy Overtonová-Claphamová Jill Officerová Dawn Askinová Jennifer Clarková-Rouireová              | Čína (CHN) Wang Ping-jü Liou Jin Jüe Čching-šuang Čou Jen Liou Ťin-li                                                             | Švýcarsko (SUI) Mirjam Ottová Carmen Schäferová Valeria Spältyová Janine Greinerová Carmen Küngová |
| MS 2009 Kangnung               | Čína (CHN) Wang Ping-jü Liou Jin Jüe Čching-šuang Čou Jen Liou Ťin-li                                                             | Švédsko (SWE) Anette Norbergová Eva Lundová Cathrine Lindahlová Margaretha Sigfridssonová Kajsa Bergströmová                      | Dánsko (DEN) Angelina Jensenová Madeleine Dupontová Denise Dupontová Camilla Jensenová Ane Hansenová |
| MS 2010 Swift Current          | Německo (GER) Andrea Schöppová Melanie Robillardová Monika Wagnerová Stella Heißová Corinna Scholzová                             | Skotsko (SCO) Eve Muirheadová Kelly Woodová Lorna Veversová Anne Lairdová Sarah Reidová                                           | Kanada (CAN) Jennifer Jonesová Cathy Overtonová-Claphamová Jill Officerová Dawn Askinová Jennifer Clarková-Rouireová |
| MS 2011 Esbjerg                | Švédsko (SWE) Anette Norbergová Cecilia Östlundová Sara Carlssonová Liselotta Lennartssonová Karin Rudströmová                    | Kanada (CAN) Amber Hollandová Kim Schneiderová Tammy Schneiderová Heather Kalenchuková Jolene Campbellová                         | Čína (CHN) Wang Ping-jü Liou Jin Jüe Čching-šuang Čou Jen Jü Sin-na |
| MS 2012 Lethbridge             | Švýcarsko (SUI) Mirjam Ottová Carmen Schäferová Carmen Küngová Janine Greinerová Alina Pätzová                                    | Švédsko (SWE) Margaretha Sigfridssonová Maria Prytzová Christina Bertrupová Maria Wennerströmová Sabina Krauppová                 | Kanada (CAN) Heather Nedohinová Beth Iskiwová Jessica Mairová Laine Petersová Amy Nixonová |
| MS 2013 Riga                   | Skotsko (SCO) Eve Muirheadová Anna Sloanová Vicki Adamsová Claire Hamiltonová Lauren Grayová                                      | Švédsko (SWE) Margaretha Sigfridssonová Maria Prytzová Christina Bertrupová Maria Wennerströmová Agnes Knochenhauerová            | Kanada (CAN) Rachel Homanová Emma Miskewová Alison Kreviazuková Lisa Weagleová Stephanie LeDrewová |
| MS 2014 Saint John             | Švýcarsko (SUI) Binia Feltscherová-Beeliová Irene Schoriová Franziska Kaufmannová Christine Urechová Carole Howaldová             | Kanada (CAN) Rachel Homanová Emma Miskewová Alison Kreviazuková Lisa Weagleová Stephanie LeDrewová                                | Rusko (RUS) Anna Sidorovová Margarita Fominová Aleksandra Saitovová Jekatěrina Galkinová Nkeiruka Jezechová |
| MS 2015 Sapporo                | Švýcarsko (SUI) Alina Pätzová Nadine Lehmannová Marisa Winkelhausenová Nicole Schwägliová Carole Howaldová                        | Kanada (CAN) Jennifer Jonesová Kaitlyn Lawesová Jill Officerová Dawn McEwenová Jennifer Clarková-Rouireová                        | Rusko (RUS) Anna Sidorovová Margarita Fominová Aleksandra Saitovová Jekatěrina Galkinová Nkeiruka Jezechová |
| MS 2016 Swift Current          | Švýcarsko (SUI) Binia Feltscherová Irene Schoriová Franziska Kaufmannová Christine Urechová Carole Howaldová                      | Japonsko (JPN) Satsuki Fujisawa Chinami Yoshida Yumi Suzuki Yurika Yoshida Mari Motohashi                                         | Rusko (RUS) Anna Sidorovová Margarita Fominová Aleksandra Rajevová Nkeiruka Jezechová Alina Kovaljovová |
| MS 2017 Peking                 | Kanada (CAN) Rachel Homanová Emma Miskewová Joanne Courtneyová Lisa Weagleová Cheryl Kreviazuková                                 | Rusko (RUS) Anna Sidorovová Margarita Fominová Alina Kovaljovová Nkeiruka Jezechová Aleksandra Rajevová                           | Skotsko (SCO) Eve Muirheadová Anna Sloanová Vicki Adamsová Lauren Grayová Kelly Schaferová |
| MS 2018 North Bay              | Kanada (CAN) Jennifer Jonesová Kaitlyn Lawesová Jill Officerová Dawn McEwenová Shannon Birchardová                                | Švédsko (SWE) Anna Hasselborgová Sara McManusová Agnes Knochenhauerová Sofia Mabergsová Jennie Wåhlinová                          | Rusko (RUS) Viktorija Moisejevová Julija Portunovová Galina Arsenkinová Julija Guzijovová Anna Sidorovová |
| MS 2019 Silkeborg              | Švýcarsko (SUI) Silvana Tirinzoniová Alina Pätzová Esther Neuenschwanderová Melanie Barbezatová Marisa Winkelhausenová            | Švédsko (SWE) Anna Hasselborgová Sara McManusová Agnes Knochenhauerová Sofia Mabergsová Johanna Heldinová                         | Jižní Korea (KOR) Kim Min-ji Kim Hye-rin Yang Tae-i Kim Su-jin |
| MS 2021 Schaffhausen           | Švýcarsko (SUI) Silvana Tirinzoniová Alina Pätzová Esther Neuenschwanderová Melanie Barbezatová Carole Howaldová                  | Ruská curlingová federace (RCF) Alina Kovaljovová Julija Portunovová Galina Arsenkinová Jekatěrina Kuzminová Marija Komarovová    | Spojené státy americké (USA) Tabitha Petersonová Nina Rothová Becca Hamiltonová Tara Petersonová Aileen Gevingová |
| MS 2022 Prince George          | Švýcarsko (SUI) Silvana Tirinzoniová Alina Pätzová Esther Neuenschwanderová Melanie Barbezatová Carole Howaldová                  | Jižní Korea (KOR) Kim Eun-jung Kim Kyeong-ae Kim Cho-hi Kim Seon-yeong Kim Yeong-mi                                               | Kanada (CAN) Kerri Einarsonová Val Sweetingová Shannon Birchardová Briane Meilleurová Krysten Karwackiová |
| MS 2023 Sandviken              | Švýcarsko (SUI) Silvana Tirinzoniová Alina Pätzová Carole Howaldová Briar Schwaller-Hürlimannová                                  | Norsko (NOR) Kristin Skaslienová Marianne Rørviková Mille Haslev Nordbyeová Martine Rønningová Maia Ramsfjellová                  | Kanada (CAN) Kerri Einarsonová Val Sweetingová Shannon Birchardová Briane Harrisová Krysten Karwackiová |
| MS 2024 Sydney                 | Kanada (CAN) Rachel Homanová Tracy Fleuryová Emma Miskewová Sarah Wilkesová Rachelle Brownová                                     | Švýcarsko (SUI) Silvana Tirinzoniová Alina Pätzová Selina Witschonkeová Carole Howaldová Stefanie Bersetová                       | Jižní Korea (KOR) Gim Eun-ji Kim Min-ji Kim Su-ji Seol Ye-eun Seol Ye-ji |
| MS 2025 Uidžongbu              | Kanada (CAN) Rachel Homanová Tracy Fleuryová Emma Miskewová Sarah Wilkesová Rachelle Brownová                                     | Švýcarsko (SUI) Silvana Tirinzoniová Alina Pätzová Carole Howaldová Selina Witschonkeová Stefanie Bersetová                       | Čína (CHN) Wang Žuej Chan Jü Tung C'-čchi Ťiang Ťia-i Su Tching-jü |

## Smíšené soutěže

### Smíšené dvojice
| Rok                       | Zlato                                                      | Stříbro                                                | Bronz                                                         |
| ------------------------- | ---------------------------------------------------------- | ------------------------------------------------------ | ------------------------------------------------------------- |
| MS 2008 Vierumäki         | Švýcarsko (SUI) Irene Schoriová Toni Müller                | Finsko (FIN) Anne Malmiová Jussi Uusipaavalniemi       | Švédsko (SWE) Marie Perssonová Göran Carlsson                 |
| MS 2009 Cortina d'Ampezzo | Švýcarsko (SUI) Irene Schoriová Toni Müller                | Maďarsko (HUN) Ildikó Szekeresová György Nagy          | Kanada (CAN) Allison Nimiková Sean Grassie                    |
| MS 2010 Čeljabinsk        | Rusko (RUS) Jana Někrasovová Pjotr Dron                    | Nový Zéland (NZL) Bridget Beckerová Sean Becker        | Čína (CHN) Sun Jüe Čang Č'-pcheng                             |
| MS 2011 Saint Paul        | Švýcarsko (SUI) Alina Pätzová Sven Michel                  | Rusko (RUS) Alina Kovaljovová Aleksej Celousov         | Francie (FRA) Pauline Jeanneretová Amaury Pernette            |
| MS 2012 Erzurum           | Švýcarsko (SUI) Nadine Lehmannová Martin Rios              | Švédsko (SWE) Camilla Johanssonová Per Noréen          | Rakousko (AUT) Claudia Tothová Christian Roth                 |
| MS 2013 Fredericton       | Maďarsko (HUN) Dorottya Palancsaová Zsolt Kiss             | Švédsko (SWE) Elisabeth Norredahlová Fredrik Hallström | Česko (CZE) Zuzana Hájková Tomáš Paul                         |
| MS 2014 Dumfries          | Švýcarsko (SUI) Michelle Gribiová Reto Gribi               | Švédsko (SWE) Camilla Johanssonová Per Noréen          | Španělsko (ESP) Irantzu Garcíaová Sergio Vez                  |
| MS 2015 Soči              | Maďarsko (HUN) Dorottya Palancsaová Zsolt Kiss             | Švédsko (SWE) Camilla Johanssonová Per Noréen          | Norsko (NOR) Kristin Skaslienová Magnus Nedregotten           |
| MS 2016 Karlstad          | Rusko (RUS) Anastasija Bryzgalovová Aleksandr Krušelnickij | Čína (CHN) Wang Žuej Pa Te-sin                         | Spojené státy americké (USA) Tabitha Petersonová Joe Polo     |
| MS 2017 Lethbridge        | Švýcarsko (SUI) Jenny Perretová Martin Rios                | Kanada (CAN) Joanne Courtneyová Reid Carruthers        | Čína (CHN) Wang Žuej Pa Te-sin                                |
| MS 2018 Östersund         | Švýcarsko (SUI) Michèle Jäggiová Sven Michel               | Rusko (RUS) Marija Komarovová Daniil Gorjačev          | Kanada (CAN) Laura Crockerová Kirk Muyres                     |
| MS 2019 Stavanger         | Švédsko (SWE) Anna Hasselborgová Oskar Eriksson            | Kanada (CAN) Jocelyn Petermanová Brett Gallant         | Spojené státy americké (USA) Cory Christensenová John Shuster |
| MS 2021 Aberdeen          | Skotsko (SCO) Jennifer Doddsová Bruce Mouat                | Norsko (NOR) Kristin Skaslienová Magnus Nedregotten    | Švédsko (SWE) Almida de Valová Oskar Eriksson                 |
| MS 2022 Ženeva            | Skotsko (SCO) Eve Muirheadová Bobby Lammie                 | Švýcarsko (SUI) Alina Pätzová Sven Michel              | Německo (GER) Pia-Lisa Schöllová Klaudius Harsch              |
| MS 2023 Kangnung          | Spojené státy americké (USA) Cory Thiesseová Korey Dropkin | Japonsko (JPN) Chiaki Matsumura Yasumasa Tanida        | Norsko (NOR) Martine Rønningová Mathias Brænden               |
| MS 2024 Östersund         | Švédsko (SWE) Isabella Wranåová Rasmus Wranå               | Estonsko (EST) Marie Kaldvee Harri Lill                | Norsko (NOR) Kristin Skaslienová Magnus Nedregotten           |
| MS 2025 Fredericton       | Itálie (ITA) Stefania Constantiniová Amos Mosaner          | Skotsko (SCO) Jennifer Doddsová Bruce Mouat            | Austrálie (AUS) Tahli Gillová Dean Hewitt                     |

### Smíšené čtveřice
| Rok              | Zlato                                                                                        | Stříbro                                                                         | Bronz                                                                                    |
| ---------------- | -------------------------------------------------------------------------------------------- | ------------------------------------------------------------------------------- | ---------------------------------------------------------------------------------------- |
| MS 2015 Bern     | Norsko (NOR) Steffen Walstad Julie Molnarová Sander Rølvåg Pia Trulsenová                    | Švédsko (SWE) Rasmus Wranå Zandra Flygová Joakim Flyg Johanna Heldinová         | Čína (CHN) Ťi Jen-sung Čeng Čchun-mej Kuo Wen-li Kao Süe-sung                            |
| MS 2016 Kazan    | Rusko (RUS) Aleksandr Krušelnickij Anastasija Bryzgalovová Daniil Gorjačev Marija Dujunovová | Švédsko (SWE) Kristian Lindström Jennie Wåhlinová Joakim Flyg Johanna Heldinová | Skotsko (SCO) Cameron Bryce Katie Murrayová Bobby Lammie Sophie Jacksonová               |
| MS 2017 Champéry | Skotsko (SCO) Grant Hardie Rhiann Macleodová Billy Morton Barbara McFarlaneová               | Kanada (CAN) Trevor Bonot Jacqueline McCormicková Kory Carr Megan Carrová       | Česko (CZE) Jaroslav Vedral Andrea Krupanská Lukáš Klípa Denisa Poštová                  |
| MS 2018 Kelowna  | Kanada (CAN) Michael Anderson Danielle Inglisová Sean Harrison Lauren Harrisonová            | Španělsko (ESP) Sergio Vez Oihane Otaegiová Mikel Unanue Leire Otaegiová        | Rusko (RUS) Aleksandr Jerjomin Marija Komarovová Daniil Gorjačev Anastasija Moskaljovová |
| MS 2019 Aberdeen | Kanada (CAN) Colin Kurz Meghan Walterová Brendan Bilawka Sara Oliverová                      | Německo (GER) Andy Kapp Pia-Lisa Schöllová Benny Kapp Petra Tschetschová        | Norsko (NOR) Wilhelm Naess Ingvild Skagaová Harald Skarsheim Rian Eirin Mesloeová        |
| MS 2022 Aberdeen | Kanada (CAN) Jean-Michel Ménard Marie-France Laroucheová Ian Belleau Annie Lemayová          | Skotsko (SCO) Cameron Bryce Lisa Davieová Scott Hyslop Robyn Munroová           | Švýcarsko (SUI) Yves Hess Ursi Hegnerová Simon Hoehn Chantal Schmidová                   |
| MS 2023 Aberdeen | Švédsko (SWE) Johan Nygren Jennie Wåhlinová Fredrik Carlsén Fanny Sjöbergová                 | Španělsko (ESP) Sergio Vez Oihane Otaegiová Mikel Unanue Leire Otaegiová        | Kanada (CAN) Félix Asselin Laurie St-Georgesová Émile Asselin Emily Rileyová             |
| MS 2024 Aberdeen | Švédsko (SWE) Simon Granbom Rebecka Thunmanová Johannes Patz Mikaela Altebroová              | Japonsko (JPN) Shun Ichitsubo Hinako Hase Hiroki Hasegawa Chihiro Tokoyoda      | Švýcarsko (SUI) Yves Wagenseil Nora Wüestová Dieter Wüest Marion Wüestová                |